# 豆盧瑑
豆盧 瑑（とうろ てん、生年不詳 - 881年）は、唐代の官僚・政治家。字は希真。本貫は河中府河東県。

## 経歴
豆盧籍の子として生まれた。豆盧願（芮国公豆盧欽望の子の芮国公豆盧霊昭の子）の曾孫にあたる。大中13年（859年）、進士に及第した。咸通末年、兵部員外郎に累進し、戸部郎中・知制誥に転じた。翰林学士をつとめ、正式に中書舎人に任じられた。乾符年間、戸部侍郎・翰林学士承旨に累進した。乾符6年（879年）、兵部侍郎・同中書門下平章事（宰相）となった。大風雷雨で樹木が抜ける災異があり、のちの禍を予見したとされる。中和元年（881年）、黄巣の反乱軍が長安に侵入すると、豆盧瑑は僖宗に従って開遠門を出ようとしたが、反乱兵に阻まれた。張直方の家に匿われたが、事が漏れて殺害された。

## 伝記資料
- 『旧唐書』巻177 列伝第127
- 『新唐書』巻183 列伝第108